# Våldtäkterna i Bjästa
Våldtäkterna i Bjästa var startpunkten för en svensk samhällsdebatt under vintern och våren 2010, om respekten för brottsoffer. Bakgrunden var en händelse i mars 2009 då en 14-årig flicka i Bjästa söder om Örnsköldsvik i Ångermanland blev våldtagen av en 15-årig pojke, vilket han dömdes för i både tingsrätt och hovrätt. Senare i juni 2009 våldtog pojken ytterligare en flicka och dömdes även för detta brott.

## Uppdrag gransknings reportage "Den andra våldtäkten"
TV-programmet Uppdrag granskning i Sveriges Television sände den 24 mars 2010 ett reportage, "Den andra våldtäkten", om hur ett våldtäktsoffer utsattes för lokalsamhällets misstroende. Reportaget i Uppdrag granskning, som fick stor uppmärksamhet även i övriga medier, beskrev hur brottsoffren belades med skuld och förlorade samhällets stöd, medan förövaren möttes med förståelse och respekt både i skolan, kyrkan och i en Facebookgrupp. Den debatt som följde på händelserna handlade bland annat om skolans och det övriga samhällets oförmåga att stödja brottsoffer.

## Efterspel
Den våldtagna flickan och hennes familj flyttade från Bjästa.
Biskopen Tuulikki Koivunen Bylund kritiserade Bjästaprästen Lennart Kempes uttalanden som "utan tvekan naiva och oreflekterade" och förklarade att "som kyrka ska vi stå på de utsattas sida". Kempe bad om ursäkt. Härnösands domkapitel fann att Kempe brustit i sin yrkesroll och gav honom en skriftlig erinran.
Efter att TV-programmet gjorde fallet känt och det uppmärksammades i sociala medier, utsattes gärningsmannen och hans familj för ett stort antal hot vilket föranledde polisen att ge dem personskydd.[källa behövs] Även en pojke på samma skola, som hade samma förnamn som gärningsmannens fingerade namn, hotades.
Verbet att bjästa togs upp i Språkrådets nyordslista 2010 för att ta parti för en förövare av ett brott och mobba offret.

## Utmärkelser och nomineringar
"Den andra våldtäkten" belönades med TV-priset Kristallen 2010 för årets granskning. Nicke Nordmark och Hasse Johansson vid Uppdrag granskning belönades med Stora journalistpriset 2010 för årets avslöjande.
Journalisterna Yasmine El Rafie och Carl Fridh Kleberg föreslog 2011 fyra användare i en Flashback-tråd som vinnare av journalistpriset Guldspaden, då tråden var det medium där scoopet först publicerades. Föreningen Grävande Journalister delade dock inte ut något pris i kategorin "Webb" det året. Guldspadejuryns ordförande Hanna Stjärne sade att juryn valde att inte nominera något av de tiotal bidrag som hade skickats in till webbkategorin eftersom de inte höll. Detta trots att konkurrensen enligt Stjärne var extremt hård.
El Rafie och Kleberg kritiserade etablerade medier för att inte ha följt upp och spridit nyheten förrän efter Uppdrag gransknings program flera månader senare.